# ナイロビ
ナイロビ（スワヒリ語: Nairobi）は、ケニア共和国の首都で最大の都市。アフリカ有数の世界都市で、2019年国勢調査によると都市的地域の人口は439万人余り、2024年の推計人口は482万8000人。赤道に近いが標高約1600 mに位置し気候は比較的冷涼である。主要な言語は、スワヒリ語と英語。ナイロビ（Nairobi）という名前の由来は、「冷たい水の場所」を意味するマサイ語Enkare Nairobi であり、市を貫いて流れるナイロビ川を指す。
東アフリカの中心的都市として、多くの国際機関が本部あるいはアフリカの代表部などを置く。なかでも国際連合は、国連環境計画 (UNEP) や国際連合人間居住計画 (UN-HABITAT) の本部をナイロビに置き、さらにこの2機関の活動を支援するため1996年に国連事務局の4つの主要事務所の一つとして国際連合ナイロビ事務局（UNON＝United Nations Office at Nairobi）を設立し、ナイロビを重要拠点都市としている。経済界も1000社単位の国内企業と外国企業が本拠としており、アフリカ金融界で2番目に歴史が長いナイロビ証券取引所（NSE）を置く。取引量はアフリカ第4位、1日あたりの取引は1000万件をこなす。
2014年、アメリカのシンクタンクが公表したビジネス・人材・文化・政治などを対象とした総合的な世界都市ランキングにおいて、世界第68位の都市と評価されており、アフリカの都市ではカイロ、ヨハネスブルグに次ぐ第3位であった。
ナイロビは2010年、ユネスコの世界学習都市ネットワークに加盟した。

## 歴史

### 建設
イギリス領東アフリカのナイロビは1899年にモンバサとウガンダの間に建設されていたウガンダ鉄道の給水および補修の拠点として建設された。ここに拠点が置かれたのは、モンバサとヴィクトリア湖畔の町キスムの2つの重要な港町の中間地点にあること、高原にあり気候は冷涼でさわやかなこと、マサイ語の「冷たい水」の名の通りに清潔で豊富な水が得られること、街の西にある山地を越えるため機関車を重連する地点に適したことなどが挙げられる。疫病の大流行と町の大火事の後、20世紀初頭に再建された。

### 白人の首都
その後、交通の要衝にあり、良い気候と水に恵まれ、さらに肥沃な農業地帯の中心に位置することから移住者が増え、1907年にはそれまでのモンバサを抑えてイギリス保護領であったイギリス領東アフリカの首都となった。この頃にはイギリス本国からケニアへの移住者が増加していたが、彼らは気候のいい高原部に集中して入植し、「ホワイト・ハイランド」（白人高原）を形成していったため、高原地帯の中心に当たるナイロビには多数の白人が居住するようになった。また、インド人と黒人の居住区も同時に形成されていった。この都市はアフリカ人による歴史を持たず、最初から白人によって建設された都市であったため、特に白人が快適なように作られており、この三民族の居住区も明確に分けられ、市の西部に広々とした区画で作られた白人居住区に対し、市の東部に広がる黒人居住区は劣悪な環境の下に置かれた。1920年代には農産物加工やビール製造などの工業が発達を始め、これにより出現した工場労働者たちが都市に流入し、ナイロビはより発展のスピードを増していった。周囲で大農園を営む白人たちの中には本国で貴族や富裕層だったものも多く、ナイロビには小さな白人上流社会が出現した。カレン・ブリクセンが農園主としてナイロビ南西郊外に住んだのもこのころである。第二次世界大戦後の1948年にはイギリスの東アフリカ3植民地を統括する東アフリカ高等弁務府がナイロビに置かれ、ナイロビはケニアのみならず東アフリカのイギリス植民地全体の経済の中心となっていった。1950年に市制施行。1961年には東アフリカ高等弁務府は東アフリカ共同役務機構と改称したが、本部は変わらずナイロビに置かれていた。一方、第二次世界大戦後には独立運動が盛んになり、1952年にはケニア土地自由軍が結成され、マウマウ団の乱といわれる反英独立闘争を繰り広げた。

### 独立後
1963年には独立したケニア共和国の首都となった。独立後、ケニア政府は首都としてナイロビの積極的な開発を進め、ケニヤッタ国際会議場など数々の高層ビル群が建設された。ケニアが資本主義寄りの政策をとり、そのため他国に比べれば高い成長率を記録したこともあって、ケニア経済の中心であるナイロビには多国籍企業の支店が多く置かれ、アフリカ有数の大都市となった。また富の集積するナイロビを目指して農村部から人口流入が起き、人口が爆発的に増加した。東アフリカ共同役務機構を受け継ぎ1967年に発足した東アフリカ共同体は本部をタンザニアのアルーシャにおいたが、東アフリカの経済の中心地としてのナイロビの地位は揺らがなかった。1960年代から1970年代にかけては年率7%もの人口増加を記録し、その後も高い人口成長率は続いた。これにより街の規模は拡大したものの、雇用の拡大が追いつかず、深刻な失業問題が起き、流入人口のかなりがスラムへと流れていった。これにより特に街の東部を中心に広大なスラム街が生まれ、また1980年代より治安の急速な悪化を招いた。
1998年8月、ナイロビにあるアメリカ大使館がウサーマ・ビン＝ラーディンの国際反米テロ組織アルカーイダにより爆破された。この事件では市民200人以上が死亡した。この場所は今では記念公園となっている。
2007年12月から2008年2月にかけて、大統領選挙での不正疑惑からケニア危機が起き、ナイロビでも暴動が発生した。

## 地理

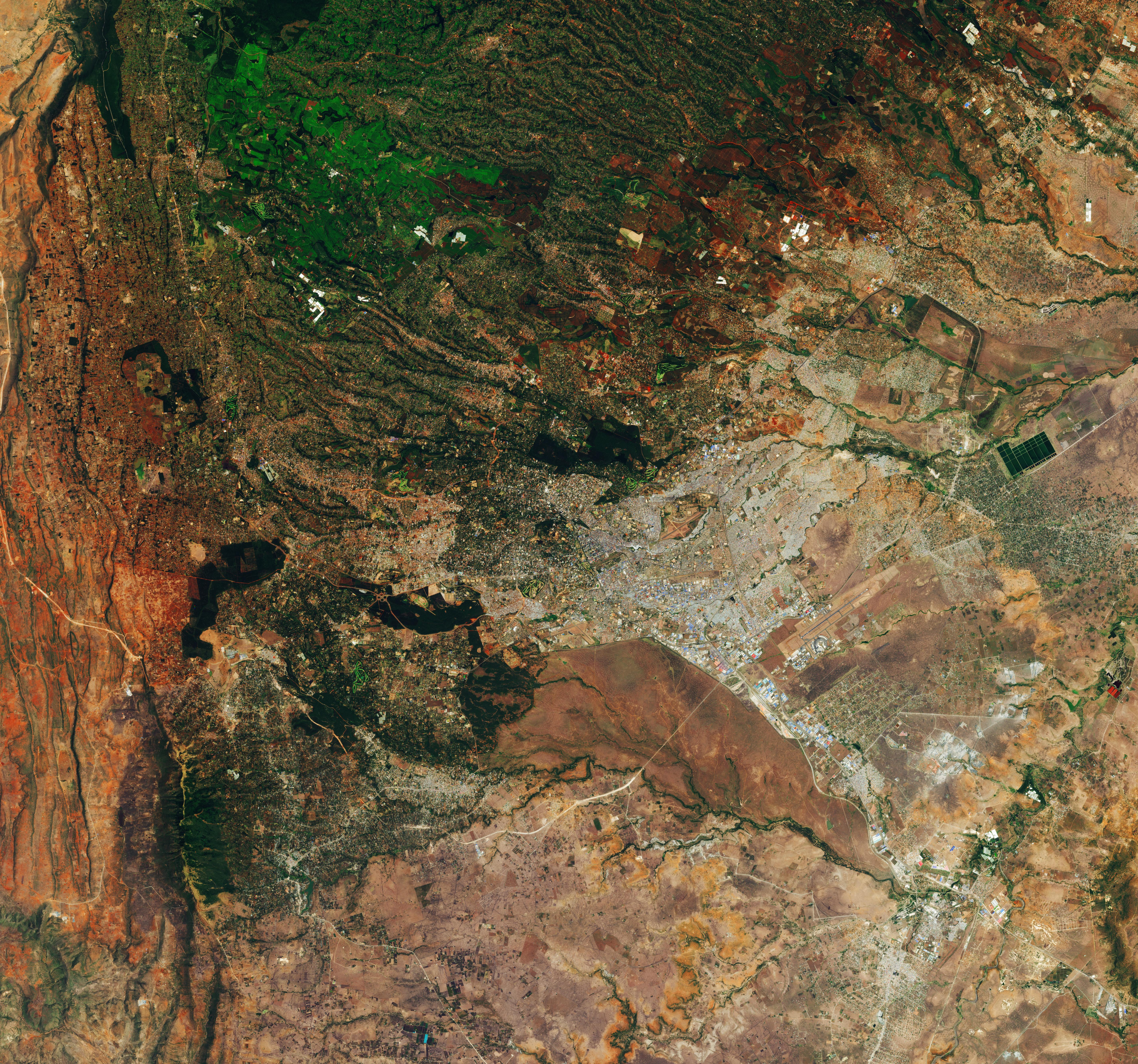
ナイロビの衛星写真 2019年2月

アフリカ大陸の東、南緯1度17分、東経36度49分に位置し、市の面積は696 km2である。標高は1,795 mである
市の南西部にはアフリカ大地溝帯の東端であるンゴングヒルズがある。ンゴングヒルズはナイロビでもっとも特徴的な地形であり、標高は2,400 mを越え、ナイロビ市街を一望することができる。ナイロビから北約140 kmにケニア山、南約200 kmにキリマンジャロ山があり、どちらも晴れてよく澄んだ空の日には市街から眺めることができる。また、ナイロビから西約60 kmには活火山であるススワ山がある。ナイロビ付近にはナイロビ川とその支流が流れている。ナイロビ川本流は、市街中心部の北から南東に向けて流れている。ノーベル平和賞受賞者のワンガリ・マータイは、市の北部にあるカルラの森を住宅開発やインフラ整備などによる乱開発から守るために運動を繰り広げてきた。
高地に位置しているため、赤道からわずか南に150 km離れているだけのほぼ赤道直下にありながら快適に過ごすことができる。一方で、緯度が低く高所にあることから紫外線指数が年平均12と極めて高い。ケッペンの気候区分においては温帯夏雨気候 (Cwb) に属する。6月から7月にかけては最も気温が下がり、夜には気温が10度を切ることもある。12月から3月までは日照時間が長く、暖かくなる。日中の気温は25度前後まで上がる。最高気温は2月と3月が平均26℃と高く、7月と8月が21℃と低くなるが、概して年間通じて気温の変化は少なく穏やかな気候である。1年に2回の雨季と2回の乾季があるが、雨季の降雨も穏やかなものである。雨は11月と4月・5月に多く、1月から2月と6月から9月は少ない。日の出と日没の時間は赤道直下のためほとんど変動しない。
| ナイロビの気候                                                     | ナイロビの気候 | ナイロビの気候 | ナイロビの気候 | ナイロビの気候 | ナイロビの気候 | ナイロビの気候 | ナイロビの気候 | ナイロビの気候 | ナイロビの気候 | ナイロビの気候 | ナイロビの気候 | ナイロビの気候 | ナイロビの気候   |
| 月                                                                 | 1月            | 2月            | 3月            | 4月            | 5月            | 6月            | 7月            | 8月            | 9月            | 10月           | 11月           | 12月           | 年               |
| ------------------------------------------------------------------ | -------------- | -------------- | -------------- | -------------- | -------------- | -------------- | -------------- | -------------- | -------------- | -------------- | -------------- | -------------- | ---------------- |
| 平均最高気温 °C （°F）                                             | 24.5 (76.1)    | 25.6 (78.1)    | 25.6 (78.1)    | 24.1 (75.4)    | 22.6 (72.7)    | 21.5 (70.7)    | 20.6 (69.1)    | 21.4 (70.5)    | 23.7 (74.7)    | 24.7 (76.5)    | 23.1 (73.6)    | 23.4 (74.1)    | 23.4 (74.1)      |
| 平均最低気温 °C （°F）                                             | 11.5 (52.7)    | 11.6 (52.9)    | 13.1 (55.6)    | 14.0 (57.2)    | 13.2 (55.8)    | 11.0 (51.8)    | 10.1 (50.2)    | 10.2 (50.4)    | 10.5 (50.9)    | 12.5 (54.5)    | 13.1 (55.6)    | 12.6 (54.7)    | 12.0 (53.6)      |
| 降水量 mm （inch）                                                 | 64.1 (2.524)   | 56.5 (2.224)   | 92.8 (3.654)   | 219.4 (8.638)  | 176.6 (6.953)  | 35 (1.38)      | 17.5 (0.689)   | 23.5 (0.925)   | 28.3 (1.114)   | 55.3 (2.177)   | 154.2 (6.071)  | 101 (3.98)     | 1,024.2 (40.323) |
| 平均降雨日数                                                       | 4              | 5              | 9              | 16             | 13             | 5              | 3              | 4              | 4              | 7              | 15             | 8              | 93               |
| 平均月間日照時間                                                   | 288.3          | 268.4          | 266.6          | 204            | 189.1          | 159            | 130.2          | 127.1          | 180            | 226.3          | 198            | 257.3          | 2,494.3          |
| 出典1：World Meteorological Organisation and Hong Kong Observatory |                |                |                |                |                |                |                |                |                |                |                |                |                  |
| 出典2：BBC Weather                                                 |                |                |                |                |                |                |                |                |                |                |                |                |                  |

## 地域区分

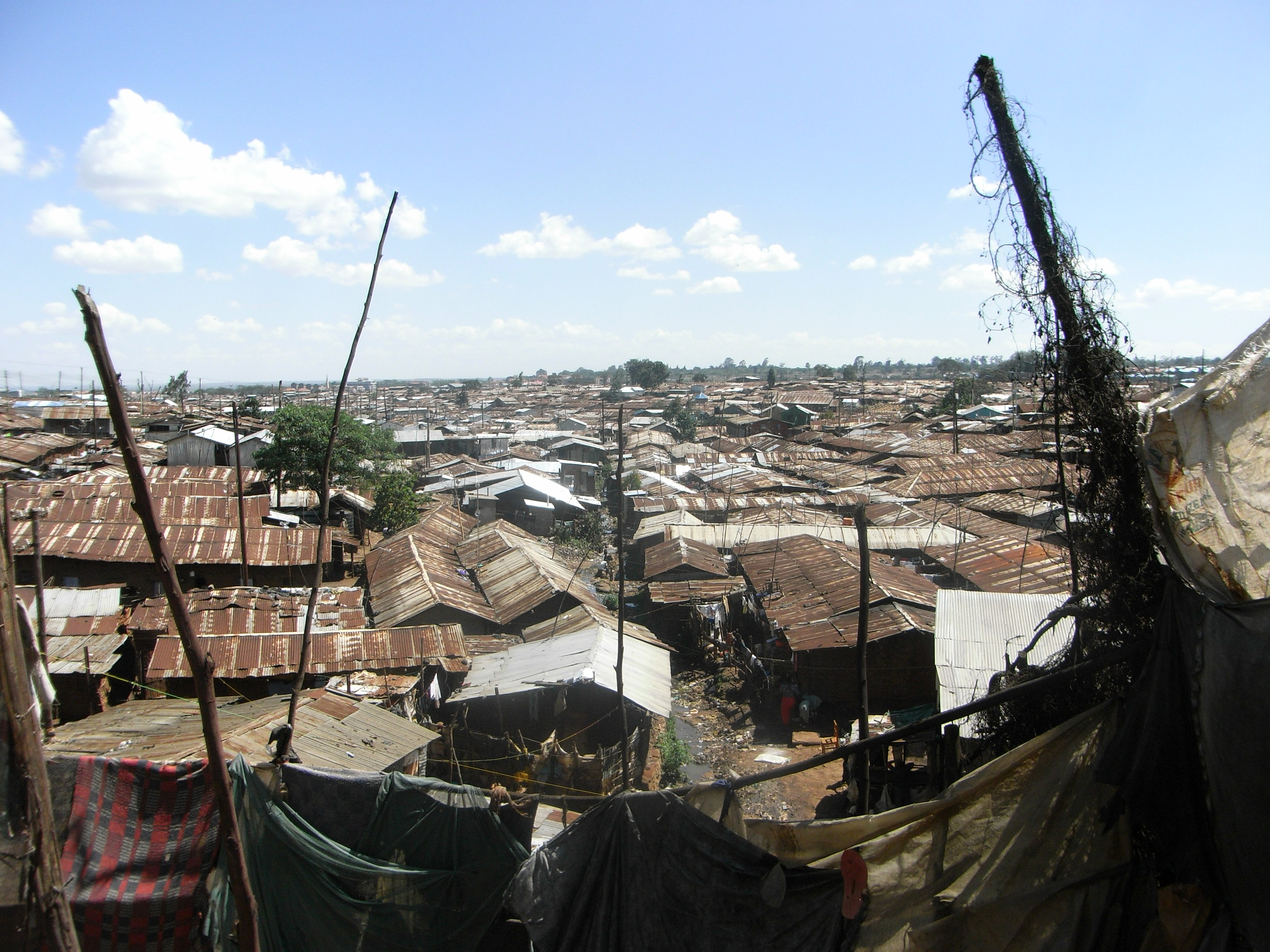
キベラは中心街から5 km離れた巨大なスラムである。

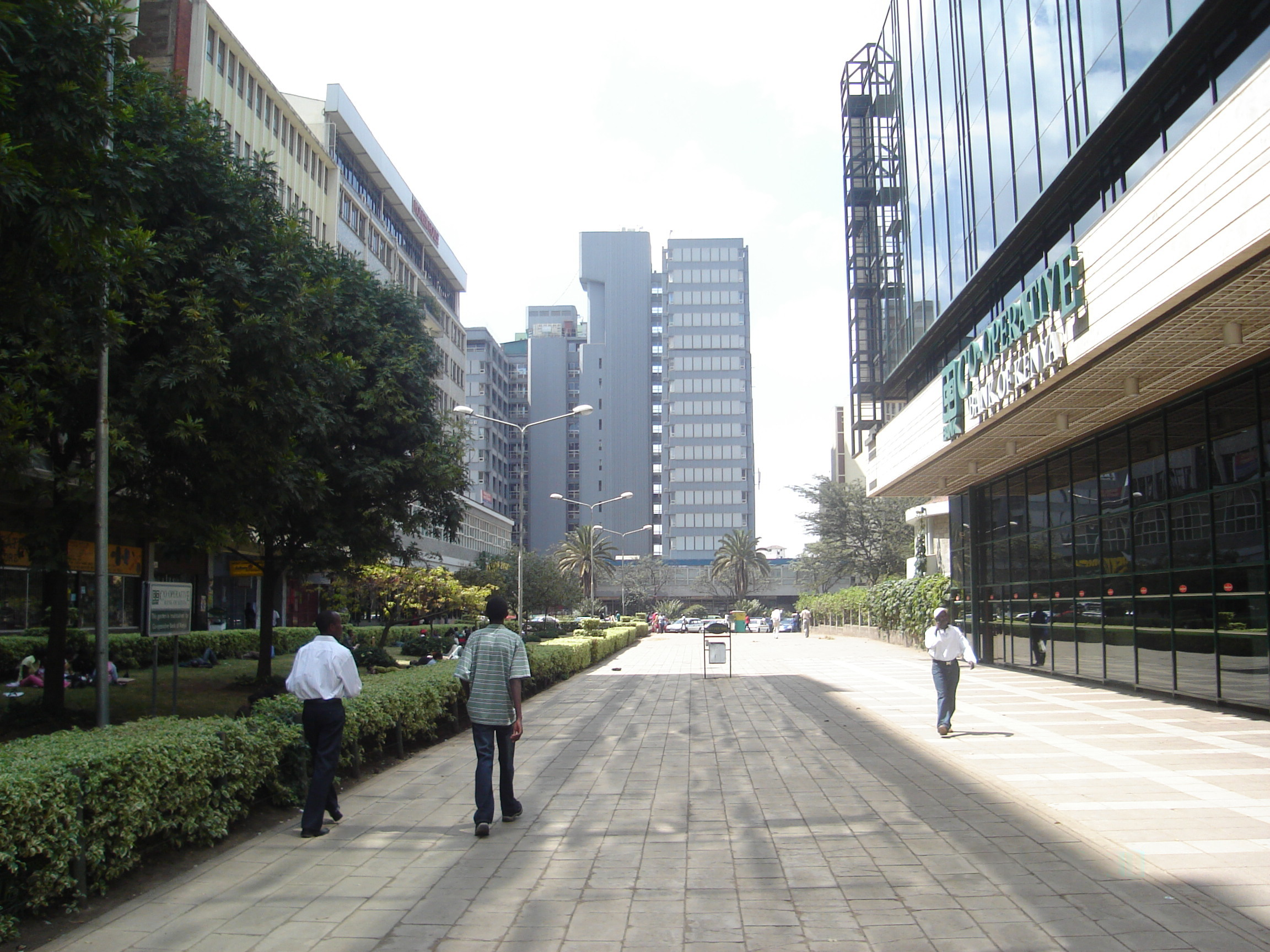
ケニア信用組合本部

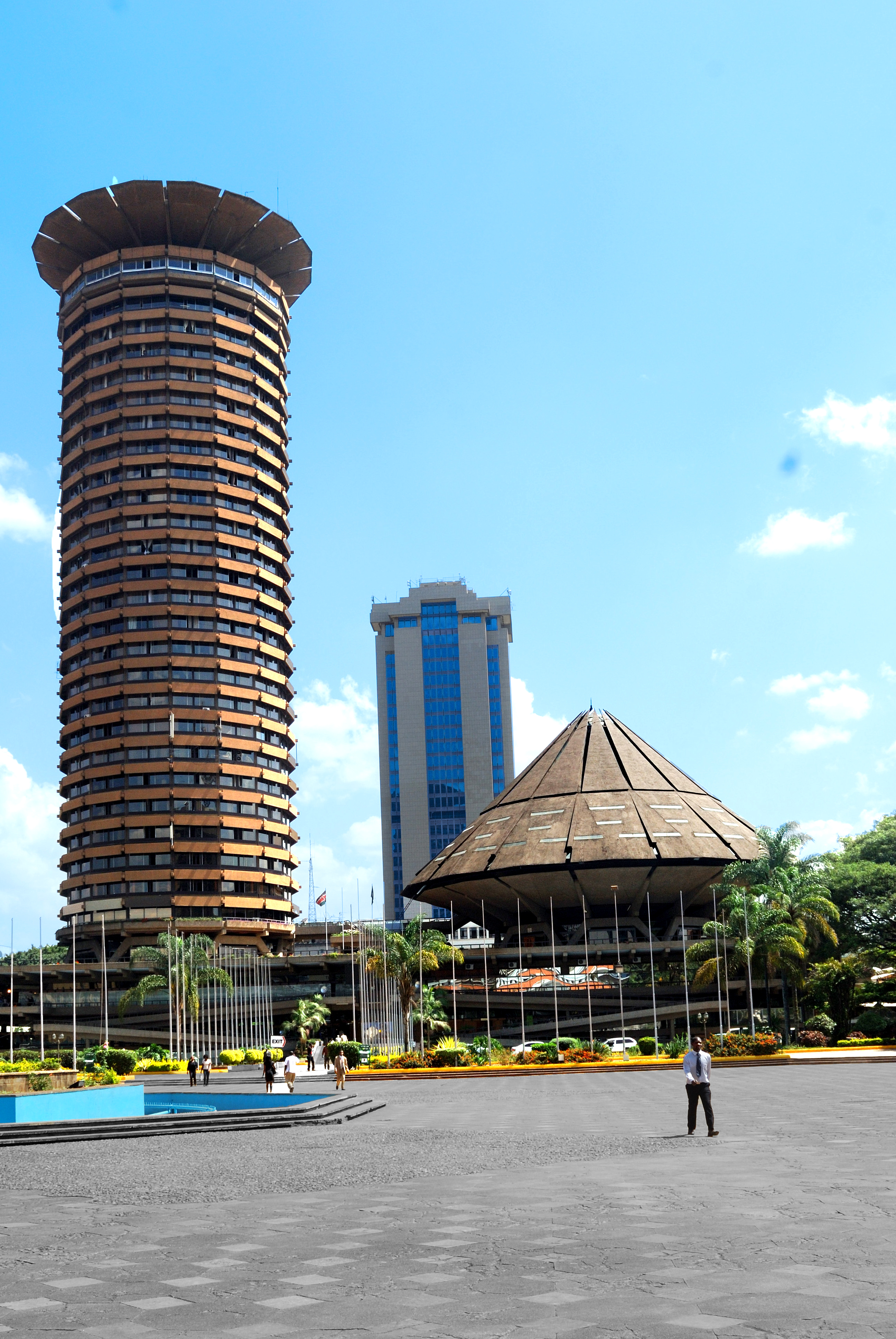
ケニヤッタ国際会議場

自治体としてのナイロビは、1900年に白人がナイロビ市共同体を組織したのが最初である。1919年に発展的に解消してナイロビ市政府が成立し、1983年にいったんは解散されたものの、1992年に復活した。また、ナイロビ単独でナイロビ州及びナイロビ県が置かれていた。
2007年にナイロビ県を分割してナイロビ北県、ナイロビ西県、ナイロビ東県の3県を置くと、ナイロビ市は8地区と49の居住区で構成し、地区はそのまま下院の選挙区を兼ねているが、地区名とは違う名をつけた選挙区もある。
それぞれの地区にさまざまな区が含まれ、一方で市の西部に広がるキベラ地区キベラ居住区はスラムで、ナイロビ最大で全アフリカでもヨハネスブルクのソウェトに次ぐ規模であるし、他方、市内にはカレンやランガタという裕福な居住区も含まれる。

### タウン
市内の中心は「タウン」と呼ばれ、ナイロビを象徴するケニヤッタ国際会議場やニュー・セントラル・バンク・タワーの他、市役所や国会議事堂など政府機関、大企業のオフィスやショッピング街が位置する。これら官庁街や高級ショッピング街はケニヤッタ・アベニューを挟んで南部にあり、北部は市場など商業街となり、ナイロビ最大のナイロビ・ジャミアモスクやマクミラン記念図書館はこちら側で、北端にナイロビ大学のキャンパスが位置する。ウフル・ハイウェイを挟んで、タウンの西側にセントラル・パークやウフル・パークといった大きな公園が広がっている。
ケニア鉄道のナイロビ駅はタウンの南端に置かれた。もともとウガンダ鉄道の拠点として市街地の発展を導いた駅ではあるが、現在、この駅はそれほど大きな役割を帯びていない。
タウンの北西から南東に向かって伸びるモイ・アベニュー以東は「ダウンタウン」と呼ばれる下町であり、ナイロビ川方面へと広がっている。

### ウエストランド
西部の丘陵は「ウエストランド」と呼ばれ、植民地時代から続く高級住宅街である。ムサイガ地区すなわちカルーラの森とそのゲートを起点に、広く周辺の配置を東西南北順に示す。区分内は50音順。
ナイロビ郡
- ルンダ（Runda） – カルラの森の北端に続く崖線に面した住宅街。緑が豊か。
  - 各国大使館、大使公邸、領事館。
- ムサイガ（Muthaiga） – カルラの森全域が占める地区[31]。

ゲートC（東）
幹線道路キアンブ通りを挟んで、森の辺縁を開いた住宅街が広がる。
- リッジウェイズ（Ridgeways） – 森の東。「公園」と名のつく整備した野外施設が複数あり、芝生を張った区画に面するレストランがある。

国道A2号
森の南に沿って走る。
- ケニア国立博物館 – カルーラの森の南、国道A2号を挟んだ向かい側。

ゲートD（西）
森の北西側、緑地がくびれた位置に市街地がVの字型に食い込む。その最も狭いところにゲートAが位置する
- ギギリ – 外国大使館があり、マーケットが複数、展開する。
  - アメリカ大使館（リムル通り外れ）
  - ビレッジマーケット

カルラの森ゲートA
キアンブ郡
ナイロビ郡の西に接する。
- ムチャサ（Muchatha） – キリスト教会（聖公会、セブンスデー、ローマ正教）、教会系列の病院、住宅街。
- ムオンゴイヤ（Muongoiya）
  - ムオンゴイヤ中高等学校（MUONGOIYA SECONDARY SCHOOL）門衛を置き保安体制を整えた教育機関。学校食堂を備え朝食と昼食を提供。
- ルンダパーク（Runda Park） – 住宅街
- ロスリン（Rosslyn） – 住宅街
- ンニャリ（Nyari） – 住宅街
  - ロスリン・アカデミー高等学校（Rosslyn Academy）

### スラム
前述の地区に対して、キベラをはじめ市内各地にスラムが点在し大きな問題となっている。マザレ谷、カンゲミ、ダゴレッティ、ワイザカ、プムワニ、コロゴチョ、ソウェト、カリオバンギ、ダンドラなどを数える。

### ダンドラ地区ゴミ集積所
中心部から北東の#ダンドラ地区に世界銀行が支援したゴミ集積所がありナイロビ市内のゴミのおよそ半量が運び込まれる。一帯は水処理施設やゴミ焼却施設も置かれ廃液が河川に流れ込むなど環境汚染源になっている。ナイロビ市の居住地の5%に過ぎないスラムに暮らす人々は、人口約400万人の60%を占める。

### ナイロビの地区と居住区

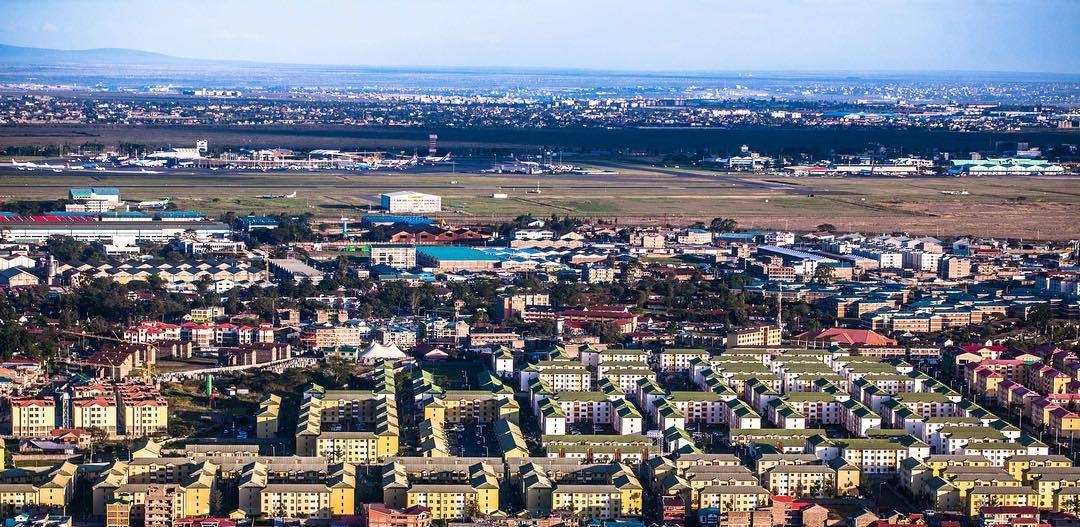
ナイロビ南郊の風景（2003年）

複数の選挙区で成り立つナイロビは、それぞれの区から国会へ代議士を送り出す。2010年の憲法制定以前に、いったん選挙区の線引きが行われ、マカダラ、カムクンジ、スタレヘ、ランガタ、ダゴレッティ、ウェストランズ、カサラニ、エンバカシに分かれた（【表1】）。それら選挙区の再編があり、エンバカシを同東–西–中央–南–北の5小区に、ダゴレッティは南と北に割って、マカダラ、カムクンジ、スタレヘ、マタレ、ウェストランズ、ランガタ、キべラ、ルアラカ、ロイサンブ、カサラニとした。
ナイロビの主たる行政区分（【表2】）はセントラル、ダゴレッティ、エンバカシ、カサラニ、キべラ、マカダラ、プムワニ、ウェストランズである。
| 地区           | 地区           |
| 2007年         | 2010年以降     |
| -------------- | -------------- |
| ウェストランズ |                |
| エンバカシ     |                |
| エンバカシ東   |                |
| 同南           |                |
| 同中央         |                |
| 同西           |                |
| 同北           |                |
| カサラニ       |                |
| カムクンジ     |                |
|                | キべラ         |
| スタレヘ       |                |
| ダゴレッティ   | ダゴレッティ南 |
| ダゴレッティ   | 同北           |
| マカダラ       |                |
|                | マタレ         |
| ランガタ       |                |
|                | ルアラカ       |
|                | ロイサンブ     |

| 区分                        | 居住区                                                                                           |
| --------------------------- | ------------------------------------------------------------------------------------------------ |
| セントラル                  | フルマ、カリオコル、マタレ、ンガラ、スタレヘ                                                     |
| ダゴレッティ                | カワングワレ、ケニヤッタ／ゴルフ・クラブ、ムトゥイニ、リルタ、ウシル／ルスミツ、ワイタカ         |
| エンバカシ                  | ダンドラ、エンバカシ、カリオバンギ南、カヨレ、ムクル・クワ・ンジェンガ、ンジル、ルアイ、ウモジャ |
| カサラニ                    | ギツライ、カハワ、カリオバンギ北、カサラニ、コロゴチョ、ロイサンブ、ルアラカ                     |
| キベラ（Kibra）             | カレン、キベラ、ライニ・サバ、ランガタ、ムグモイニ、ナイロビ・ウェスト、セラ・ンゴンベ           |
| マカダラ（Makadara）        | マカダラ、マコンゲニ、マリンゴ、ムクル・ンニャヨ、ヴィワンダニ                                   |
| プムワニ                    | バハチ、イーストレッジ北、イーストレッジ南、カムクンジ、プムワニ                                 |
| ウエストランズ（Westlands） | ハイリッジ、カンゲミ、キリマニ、キティスル、ラヴィントン、パークランズ                           |

ナイロビの住民の9割超はナイロビ首都圏で働き、雇用形態は正規も非正規もある。ソマリの移民の多くが住むイーストレイは通称を「リトル・モガディシュ」という。
社会層が高めの住区はほぼナイロビ郊外の北部中央から西部にかけて広がり、植民地時代の「ウバビニ」Ubabiniすなわちヨーロッパ由来の入植者がもともと住んでおり、構成は以下の【表3】のとおり。それらに接するように、収入の低いカンゲミ、カワングヮレ、ダゴレッティが位置する。これまで見てきたように、植民地であった歴史は英語風の地名にも色濃く伝わっている。
| 地名               | 英語表記      |
| ------------------ | ------------- |
| カレン             | Karen         |
| ランガタ           | Langata       |
| ラヴィングトン     | Lavington     |
| ギギリ             | Gigiri        |
| マサイガ           | Muthaiga      |
| ブルックサイド     | Brookside     |
| スプリング・バレー | Spring Valley |
| ロレショ           | Loresho       |
| キリマニ           | Kilimani      |
| キレレシュワ       | Kileleshwa    |
| ハーリンハム       | Hurlingham    |
| ルンダ             | Runda         |
| キツル             | Kitisuru      |
| ンニャリ           | Nyari         |
| キュナ             | Kyuna         |
| ロウアー・カベテ   | Lower Kabete  |
| ウェストランズ     | Westlands     |
| ハイリッジ         | Highridge     |

低所得の半ばから中所得の上層の世帯が暮らす地域（【表4】）はおおまかに北中部地域のほか、首都圏の南西部と南東部、ジョモ・ケニヤッタ国際空港付近にあるハイリッジ、パークランズ、ンガラ、パンガニなどに分布する。特に注目すべき地域は次の表に挙げた地区であり、中東部のコマ・ロック（Koma Rock）、中央部の東側カサラニも含まれる。
低所得層およびその下の層が住む地域（【表5】）は主にナイロビの東の端にある。
| 地名                           | 英語表記                 |
| ------------------------------ | ------------------------ |
| アベニュー・パーク             | Avenue Park              |
| フェダ                         | Fedha                    |
| パイプライン                   | Pipeline                 |
| ドンホルム                     | Donholm                  |
| グリーンフィールズ             | Greenfields              |
| ンニャヨ                       | Nyayo                    |
| ターシャ                       | Taasia                   |
| バラカ                         | Baraka                   |
| ナイロビ・ウェスト             | Nairobi West             |
| マダラカ                       | Madaraka                 |
| シワカ                         | Siwaka                   |
| サウスB                        | South B                  |
| サウスC                        | South C                  |
| ムゴヤ                         | Mugoya                   |
| リバーバンク                   | Riverbank                |
| ハジナ                         | Hazina                   |
| ブルブル                       | Buru Buru                |
| ウフル                         | Uhuru                    |
| ハランベ・シビル・サーヴァンツ | Harambee Civil Servants' |
| アキバ                         | Akiba                    |
| キマティ                       | Kimathi                  |
| パイオニア                     | Pioneer                  |

| 地名         | 英語表記   |
| ------------ | ---------- |
| ウモジャ     | Umoja      |
| カリオコル   | Kariokor   |
| ダンドラ     | Dandora    |
| カリオバンギ | Kariobangi |
| カヨレ       | Kayole     |
| ルアイ       | Ruai       |
| カムル       | Kamulu     |
| エンバカシ   | Embakasi   |
| フルマ       | Huruma     |

さらに郊外にあたるがナイロビ首都圏に含まれると見なされる地区はそれぞれ南東のキテンガラ、南西のオンガタ・ロンガイとキセリアン、西端のンゴング／エンブルブル（別名「ディアスポラ」）を数える。

## 人口
ナイロビはアフリカの都市の中でももっとも急速に成長した都市の一つである。1899年に建設されて以来、この地域で最も若い都市であるにもかかわらず東アフリカ最大の都市に成長した。ナイロビの人口増加率は年間4.1%であり（2011年時点）、2025年までには500万人に達すると予想されている。
| 年   | 人口           | 人口増加数 |
| ---- | -------------- | ---------- |
| 1906 | 11,500         | 0          |
| 1911 | 14,000         | 2,500      |
| 1921 | 24,300         | 10,300     |
| 1926 | 29,900         | 5,600      |
| 1929 | 32,900         | 3,000      |
| 1931 | 47,800         | 14,900     |
| 1939 | 61,300         | 13,500     |
| 1944 | 108,900        | 47,600     |
| 1948 | 119,000        | 20,100     |
| 1955 | 186,000        | 67,000     |
| 1957 | 221,700        | 35,700     |
| 1960 | 251,000        | 29,300     |
| 1962 | 266,800        | 17,800     |
| 1965 | 380,000        | 113,200    |
| 1969 | 509,300        | 129,300    |
| 1979 | 827,775        | 318,475    |
| 1989 | 1,324,570      | 496,795    |
| 1995 | 1,810,000      | 485,435    |
| 1999 | 2,143,254      | 333,254    |
| 2005 | 2,750,561      | 607,307    |
| 2009 | 3,138,369 0000 | 387,808    |

## 経済

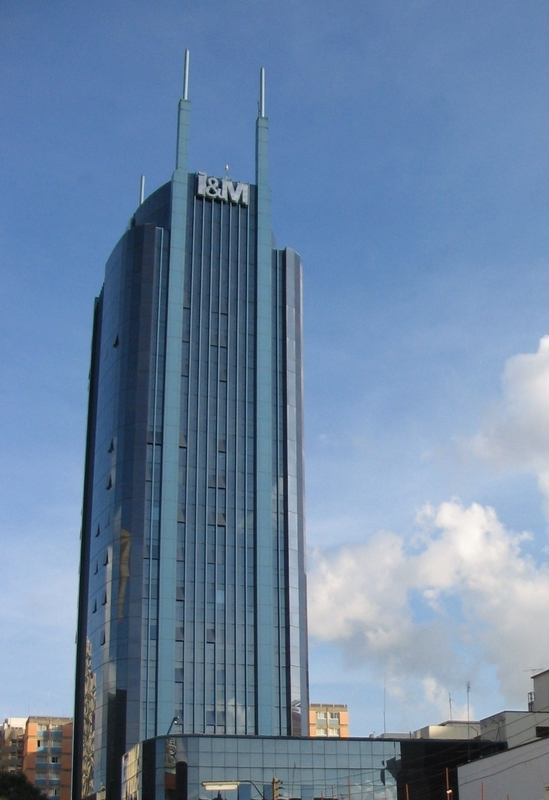
I&M銀行本社

ナイロビは東アフリカ最大の都市であり、多くの国際機関や企業が本部や支社をおいている。なかでも国際連合は、国連環境計画 (UNEP) や国際連合人間居住計画 (UN-HABITAT) の本部をこの地域に置き、さらにこの2機関の活動を支援するため1996年に国連事務局の四つの主要事務所の一つとして国際連合ナイロビ事務局を設立し、環境と人間居住の分野に関する活動の本部とするなど、ナイロビを重要拠点都市のひとつとしている。この国連の諸組織は、経済や雇用の面でも大きな利益をもたらしている。日本の諸組織も、ナイロビか南アフリカのヨハネスブルグにその機能をおくことが多い。 
国際関係の諸組織が集積し、来客などの受け入れ態勢も整っていることから、ナイロビでは多くの国際会議が開かれ、これまでに多くの条約がここで締結された。オリンピック・シンボルの保護に関するナイロビ条約（1981年）やナイロビ実施要請（2009年）、海難残骸物の除去に関するナイロビ国際条約（2007年）などナイロビの名を冠する条約も数多い。
ナイロビ証券取引所（NSE＝Nairobi Securities Exchange）はアフリカ有数の証券取引所の一つで1953年に正式に設立された。現在ではアフリカで4番目の取引量を誇り、GDPに対する時価総額の割合でアフリカ第5位の証券取引所となっている。

## 都市問題
ナイロビの水の94%は市の北にあるAberdare山系から供給される。中でも最も重要な供給源はティカ・ダムである。しかし、取水された水のうち40%は配水中に失われてしまい、水道に接続している消費者のうち水の供給が受けられるのはわずか40%にすぎない。スラムには水道水の供給がほとんどないために、幸運にも水道水の供給を受けられるものや水売りから水を買わざるを得ず、水道料金よりもはるかに高い水代を払わねばならない。2009年7月には、深刻な水不足が続く中、トランスペアレンシー・インターナショナル・ケニアとケニアのNGOであるMaji Na Ufanisi（水と開発）の発表した報告書によってナイロビ市上下水道事業会社の取締役会が不正のために解任される事態となった。この報告書はナイロビを含むケニア国内5都市のメーターの不正検針や産業用水の不正転用、水道への不正な接続を見逃すための賄賂の授受を告発し、中でもナイロビで最も不正が激しいことを指摘していた.。
これに限らず、ナイロビ市政府は急増する住民に十分な行政サービスを提供することができていない。ケニア政府は独立以来一貫して都市重点政策を展開し、インフラ整備の大半を人口の10%台を占めるに過ぎない都市地域に振り向けてきたにもかかわらず、である。ごみの収集能力は1994年時点で1日800 tから1000 tの発生に対し回収能力は200 tに過ぎなかった。この状況は以後も根本的な改善はなされていない。停電も多く、住宅供給は間に合わずに市の人口の60%が可住地の5%に過ぎないスラムに住む事態となった。公共交通機関も十分ではなく、公営バスの不足の隙間を埋める形で1960年代よりマタトゥ（ミニバス、乗り合いタクシー）の普及が急速に進んだ。一方でモータリゼーションの進行によって自動車の数は大幅に増え、交通渋滞が激しさを増しており、大気汚染もはじまっている。
また、ナイロビは治安の悪さにおいても悪名高い。特に、1990年代より凶悪犯罪が急増、組織的、凶悪的な事件も目立つようになった。2013年9月21日には、比較的安全とされていたナイロビ中心部のウェストゲート・ショッピングモールに武装集団が乱入するテロ事件（ケニアショッピングモール襲撃事件）も起きた。また2019年1月15日にも、同様に複合施設への襲撃が行われ21人が死亡する事件が発生している。

## 教育

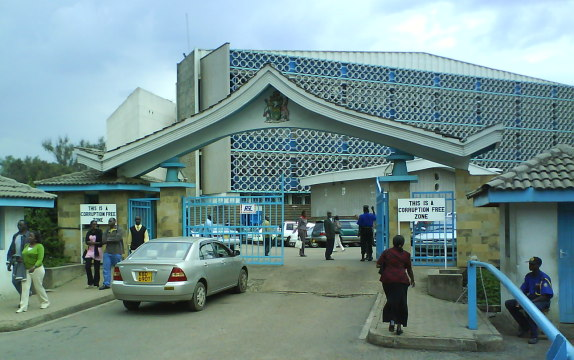
ナイロビ大学

ナイロビには、いくつかの大学がある。最も古い大学は、イギリス領時代の1956年に王立技術大学（Royal Technical College）として設立されたナイロビ大学である。1963年の独立とともにナイロビ大学は一旦、ウガンダのマケレレ大学およびタンザニアのダルエスサラーム大学とともに東アフリカ大学の一部となった。3大学は1970年に独立し、それぞれ独自の卒業証書を授与するようになった。ついで、1972年にはケニヤッタ大学が設立された。
1980年代までは長らくナイロビにある大学はこの2校のみ、ケニア全土でも4校であったが、その後、各地の師範学校や技術専門学校が国立大学に昇格し、ナイロビでもジョモ・ケニヤッタ農工大学が誕生した。さらに私立大学が急増し、ストラスモア大学、アライアント国際大学、デイスター大学、アフリカナザレネ大学などが設立された。
ナイロビで最も古い図書館は、中心部にあるマクミラン記念図書館である。1931年に建設され、1962年にナイロビ市議会へと移管された。

## 言語
ナイロビにおいて使用される言語は、公的な場面においては英語、日常的な場面においてはスワヒリ語やキクユ語が多い。英語は2010年まで唯一の公用語であり、現在でも役場や職場などでは英語を使用するのが一般的である。これに対し、日常会話ではスワヒリ語が共通語となっている。これは、19世紀以降ケニア全土にリンガフランカとしてのスワヒリ語使用が広まり、国内の各民族が集中する首都ナイロビにおいてどの民族も使用することができる唯一の言語だからである。もっとも、ナイロビで話されるスワヒリ語は標準スワヒリ語からはかなりかけ離れたものであり、ナイロビ・スワヒリ語とも呼ばれる方言が使用されている。また、ナイロビはもともとキクユ人の居住する地域の中央部に建設されており、住民としてはキクユ人が最大勢力である。そのため、キクユ語を主に使用する住民も数多い。
1970年代ごろから、上記のナイロビ・スワヒリ語とはまた別の、シェンと呼ばれるスワヒリ語の方言がナイロビにおいて発生した。シェンとはスワヒリ語と英語の合成語であり、その名のとおりスワヒリ語のナイロビ方言に英語やルヒヤ語、キクユ語、カンバ語、ルオ語といった近隣諸民族の言語の語彙を多く導入したもので、マタツ（乗り合いタクシー）の運転手などから若者言葉として広まり、音楽などのポップカルチャーやテレビ、ラジオなどにも使用されるようになった。

## 交通

### 空路

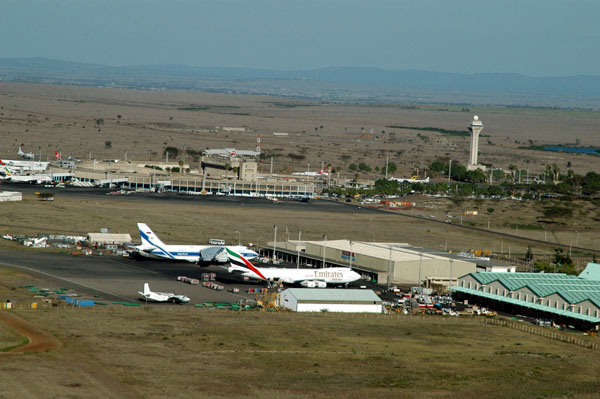
ケニヤッタ国際空港

外国からの窓口として、1958年に建設され、市の中心部より15 km南東にあるジョモ・ケニヤッタ国際空港があるが、ジェット機の時代になる前は1933年に建設された市の中心部から南に4 kmはなれたウィルソン空港（現在は国内線用空港）が使用されていた。1930年代から1940年代にかけて、イギリス南岸のサウザンプトンから南アフリカのケープタウンに向かうイギリスの旅客機や郵便機の中継地であった。このルートでは、イギリスからケニア西部のヴィクトリア湖に面する港湾都市キスムまでは飛行艇が使用され、そこから南では飛行場の航空機が使用された。ジョモ・ケニヤッタ国際空港は、現在東アフリカ最大の拠点的空港として各地に路線が開かれており、ケニア航空やフライ540、ジェットリンク・エクスプレスといった航空会社のハブ空港となっている。

### バス
市内の公共交通はケニア・バス・サービスなどの会社組織のバス、ならびに個人経営が多い『マタトゥ』と呼ばれる小型バスが担っている。マタトゥは1960年代後半より公共交通の未整備を補完するために出現したもので、現在では中心部から市内各所に路線網を伸ばしている。マタトゥの路線は固定されているが、時刻は固定されていない。まとまったバスターミナルはなく、行き先ごとに発着場は異なっている。大型バスのほかに、国内各地や国境までの長距離マタトゥも頻発している。

### 鉄道
植民地時代に建設されたウガンダ鉄道のナイロビ駅がある。かつては、モンバサ駅行きの列車が週に数便出ており、所要時間は1日以上かかるものであった。近郊路線としての機能はない。
2017年に中国の出資で近代化が図られ、モンバサ・ナイロビ標準軌鉄道として再出発。所要時間は4時間半に短縮されたが、旅客扱いの有無は不明。これをさらにウガンダから南スーダンまで延伸する契約を東アフリカ諸国は中国と交わしている。

### 道路
旧宗主国のイギリスと同じく、自動車は左側通行。モンバサからウガンダ国境へ抜ける国道が幹線で、市内を貫いている。中心部では片側2車線である。
市内中心部の道路はほぼ舗装されているが、舗装の傷みの激しい場所もある。信号機は数が少なく、交差点の交通の整理はイギリス式にラウンドアバウト（ロータリー）でなされている。

## 観光

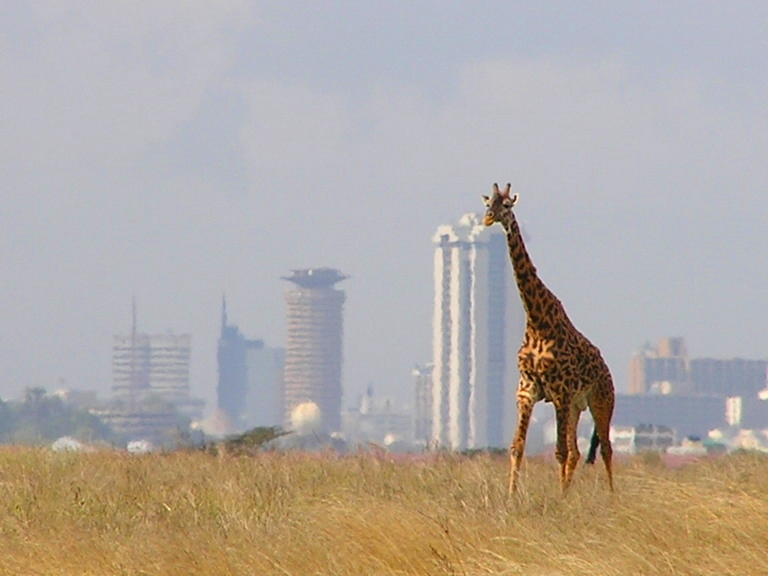
ナイロビ市街をバックに立つキリン（ナイロビ国立公園）

ナイロビには多くの観光名所があり、またケニア観光の拠点ともなっている。
ナイロビ中心部にはニュー・セントラル・バンク・タワーやケニヤッタ国際会議場といった高層ビルが立ち並び、上に登ればナイロビ市街を一望することができる。中心部の北には1930年設立のケニア国立博物館があり、ケニアで発見されたアウストラロピテクスの化石などが展示されている。その向かいにはヘビ公園がある。
中心部の南には、キリンに直接えさを与えられるジラフマナーがある。南西部郊外には、ケニア各民族の伝統家屋や伝統文化を展示するボーマスオブケニアや、ナイロビで暮らし「アフリカの日々」（Out of Africa, 1937年、映画『愛と哀しみの果て』の原作）などの作品を残したデンマークの女流作家カレン・ブリクセンの住居を博物館としたカレン・ブリクセン博物館などがある。
また市の中心部から10 kmほど南、ジョモ・ケニヤッタ国際空港のすぐそばにはナイロビ国立公園があり、アフリカの自然を手軽に楽しむことができる。
ナイロビは観光拠点となっていて、南西には景勝地ンゴングヒルズがある。また北88 kmにあるナイバシャ湖とヘルズ・ゲート国立公園や、南のマガディ湖などは日帰り圏内である。
これらの観光資源のほか、ケニア国内のサファリやケニア山などの登山を楽しむ外国人観光客もナイロビを拠点とすることが多く、また国連関係はじめ多くの国際機関が存在することから、ナイロビには多くのホテルが立ち並んでいる。

### 建築
- ナイロビ アガ・カーン60周年記念病院[61]
- ナイロビ オール・セインツ大聖堂[62]
- ナイロビ ケニアッタ会議センター[1]
- ナイロビ裁判所[63]
- ナイロビ ジャミア・モスク[64]
- ナイロビ政庁[65]
- ナイロビ鉄道本社[66]
- ナイロビ デラメア通り開発、アパートメント棟[67]
- ナイロビ法務局[68]
- ナイロビ立法委員会ビル[69]

## 姉妹都市
- - デンバー（アメリカ合衆国、1975年-）[70]
- - コロニア・トバール（ドイツ語版、英語版）（ベネズエラ）

## ナイロビの登場する作品

### 文学
- トマス・アカレ『スラム』永江敦 訳（緑地社〈緑地社アフリカ叢書 ; 2〉、1993年）：ナイロビ東部のマジェンゴなどを描いた小説[71]。
- ジョン・ル・カレ『ナイロビの蜂』加賀山卓朗 訳、上・下（集英社〈集英社文庫〉、2003年）：2005年に映画化された小説[72][75]。サウンドトラックあり。
  - 原題『The constant gardener』
- 山崎豊子『沈まぬ太陽 アフリカ編』上・下（新潮社、1996年）：小説[76]

### 音楽
楽譜
- 高田三九三 編著「Kenya ケニア アフリカ ナイロビ」『世界の国歌全集』188頁（共同音楽出版社、1989年）。国立国会図書館書誌ID:000002515119。

録音
- カリプソ・ジョー、Anna Valentino、『ナイロビ・トリオ・ソング』Don Ralke Chorus and Orchestra（SIDE-A：45-15543-A）、Billy Vaughn and his Orch.（SIDE-B：45-15546-B）（Victor Record、19__年、DOT-10）国立国会図書館書誌ID:000010730695。録音ディスク 1枚 : アナログレコード、78rpm ; 25cm。
- 「風に立つライオン」（さだまさし、1987年のアルバム『夢回帰線』収録）
- ピチカート・ファイヴ「（6）『女王陛下のエロチカ大作戦』～ナイロビの女王陛下～スパイ対スパイ～スウェーデン娘～自白剤～陽動作戦」『女王陛下のピチカート・ファイヴ』（ソニーレコード、1995年、SRCL-3375）国立国会図書館書誌ID:000008911630。録音ディスク 1枚 : CD ; 12cm ; 収録時間: 57分39秒、ジャンル: 邦楽ポップス ;  録音資料 ; 記録メディア。
- 小西康陽「（8）ナイロビの丈夫な足場」『シティボーイズ・オリジナル・サウンドトラック1996「丈夫な足場」～ビルディング・オン・ア・ストロング・ファウンデイション』（ポリスター、1997年、PSCR-5597）国立国会図書館書誌ID:000008966894。録音ディスク 1枚 : CD ; 12cm ; 収録時間: 38分16秒、ジャンル: 映画音楽集（ミュージカル曲集）。
- アルベルト・イグレシアス [音楽]『ナイロビの蜂』オリジナル・サウンドトラック（東芝EMI、2006年、TOCP-67938） 国立国会図書館書誌ID:000008186405 併記題名『The constant gardener』、録音ディスク 1枚 : CD。
- ンビリア・ベル「（7）ナイロビに行きます」『ベル・カント : ベスト・オヴ・ザ・ゲニディア・イヤーズ1982-1987』CD 1（ライス・レコード オフィス・サンビーニャ、2007年、SAR-3813）CD 1枚 ; 12 cm + 41 p + シート 1枚 ; 所要時間: 1時間14分 ; 全国書誌番号:23493560。別題『Bel canto-best of the Genidia years.』

### 映像作品
- 森田晃「（17）ナイロビの壺」『私の"究極の得意技"』下巻（TAMC70周年記念事業実行委員会 製作、2003年）国立国会図書館書誌ID:000007469247。VHS ビデオカセット 1巻。収録：1993年-2003年、東京アマチュア・マジシャンズ・クラブ。
- 『風に立つライオン』さだまさし 原作、斉藤ひろし 脚本、三池崇史 監督、大沢たかお 企画・出演、遠藤浩二 音楽（バップ、2015年10月）国立国会図書館書誌ID:026639494。Blu-ray Disc、DVD 2枚 (139分)。後援：長崎大学／ナイロビ大学。
- 『ナイロビの蜂』フェルナンド・メイレレス 監督、アルベルト・イグレシアス 音楽（ギャガ・コミュニケーションズ、2006年） 国立国会図書館書誌ID:000008368445。DVD ビデオディスク 1枚（128分）
- 「〈ケニア〉ナイロビ」『アフリカ縦断114日の旅 前編 灼熱の砂漠を越え緑の大地を行く～エジプトからケニアへ～』岡本剛 音楽、グッチ裕三 ナレーション（NHKエンタープライズ、2009年） （NHK DVD）。国立国会図書館書誌ID:0000010151354。
- 「観光都市ナイロビ」「ストリート・チルドレン : ナイロビの今」『現代アフリカの都市』池谷和信 監修（国立民族学博物館〈みんぱく映像民族誌 ; 第2集〉、2010年）国立国会図書館書誌ID:000011266662。

## その他
2021年9月18日、モイ国際スポーツセンター競技場（市内カサラニ）でワールド・アスレティックス・コンチネンタルツアーのキプ・ケイノ・クラシック大会が開かれ、陸上選手のファーディナンド・オムルワは男子100 m走でアフリカ新記録の9秒77 (+1.2) をマークして、2位に入った。1位は今季世界最高記録の9秒76をマークしたアメリカのトレイボン・ブロメル。